# ICAM-2
ICAM-2 (англ. Inter-Cellular Adhesion Molecule 2, также CD102, англ. Cluster of Differentiation 102, «кластер дифференцировки 102») — молекула клеточной адгезии из семейства молекул межклеточной адгезии (ICAM), присутствующая на мембранах лейкоцитов и эндотелиальных клеток. ICAM-2 является лигандом интегринового рецептора LFA-1, обнаруживаемого на лейкоцитах, которые при активации связываются с эндотелием и мигрируют в ткань.